# Lijst van rijksmonumenten in Eelde
De plaats Eelde telt 10 inschrijvingen in het rijksmonumentenregister. Hieronder een overzicht. 
| Object                                            | Oorspronkelijke functie?  | Bouwjaar                                                                                              | Architect                 | Locatie                | Coördinaten?                 | Nr.?   | Afbeelding                                        |
| ------------------------------------------------- | ------------------------- | --- | ------------------------- | ---------------------- | ---------------------------- | ------ | ------------------------------------------------- |
| Voorm. tolwoning annex keuterij                   | Woonhuis                  | 1877                                                                                                  |                           | Burg. J.G. Legroweg 60 | 53° 7' 59" NB, 6° 35' 14" OL | 14490  | Meer afbeeldingen                                 |
| Dorpskerk. Hervormde kerk                         | Kerk en kerkonderdeel     | 14e eeuw (fundering ouder) 1715 (herst. koor) 1875 (renov.) 2000 (rest.)                              |                           | Hoofdweg 74            | 53° 7' 59" NB, 6° 33' 50" OL | 14491  | Meer afbeeldingen                                 |
| Nijsinghhuis (tot ca. 1937: raadhuis)             | Bestuursgebouw en onderdl | 1654 1728 (schuur) 1972-'73 (rest.)                                                                   |                           | Hoofdweg 80            | 53° 8' 2" NB, 6° 33' 49" OL  | 14492  | Meer afbeeldingen                                 |
| Terrein met een grafheuvel                        | Archeologisch monument    | Neolithicum en/of Bronstijd                                                                           |                           | t.o. Vosbergerlaan 35  | 53° 8' 19" NB, 6° 35' 1" OL  | 45394  | Terrein met een grafheuvel                        |
| Terrein met resten van een burcht en een havezate | Archeologisch monument    | 13e eeuw (burcht) 17e eeuw (havezate) 2000 (rest.)                                                    |                           | t.o. Hoofdweg 23       | 53° 7' 36" NB, 6° 33' 54" OL | 45395  | Terrein met resten van een burcht en een havezate |
| Oosterbroek, borgterrein                          | Archeologisch monument    | middeleeuwen                                                                                          |                           | bij Oosterbroek 5      | 53° 8' 8" NB, 6° 35' 55" OL  | 45396  | Meer afbeeldingen                                 |
| Voorm. kosterij                                   | Kerkelijke dienstwoning   | ca. 1850                                                                                              |                           | Kosterijweg 6          | 53° 7' 59" NB, 6° 33' 46" OL | 468708 | Kosterij Voorm. kosterij                          |
| Hoog Hullen                                       | Woonhuis                  | 1878 1971 (verb./uitbr.)                                                                              | J. Boelens (1971)         | Oosterbroek 1          | 53° 8' 2" NB, 6° 35' 36" OL  | 468724 | Hoog Hullen                                       |
| Oosterbroek                                       | Woonhuis                  | oorspr. minstens 17e-eeuws 18e eeuw (park) 1836 (herb.) ca. 1836 (herinr. park) 1923 (herb. na brand) | L.P. Roodbaard (ca. 1836) | Oosterbroek 5          | 53° 8' 7" NB, 6° 35' 52" OL  | 468725 | Meer afbeeldingen                                 |
| Museum Vosbergen                                  | Landhuis                  | ca. 1815 1890-1909 (park) 1893 (verb./uitbr.) verb. in 1917, 1925 en 1950                             | J. Vroom sr. (park)       | Vosbergerlaan 35       | 53° 8' 24" NB, 6° 35' 13" OL | 468727 | Meer afbeeldingen                                 |